# 大尾真巨口魚
大尾真巨口魚（学名：Eustomias macrurus）为輻鰭魚綱巨口鱼目巨口鱼科的其中一種。分布於全球三大洋海域，為深海魚類，體長可達27.6公分。

## 扩展阅读
維基物種上的相關：大尾真巨口魚